# Tatiana Sidorova
Tatiana Aleksandrovna Sidorova (ryska: Татьяна Александровна Сидорова), född 25 juli 1936 i Tjeljabinsk, är en rysk före detta skridskoåkare som tävlade för Sovjetunionen.
Sidorova blev olympisk bronsmedaljör på 500 meter vid vinterspelen 1964 i Innsbruck.